# Automatyczne instrumenty polityki gospodarczej
Automatyczne instrumenty polityki gospodarczej - są to takie instrumenty polityki gospodarczej, które działają samoczynnie, bez potrzeby uruchamiania za każdym razem, gdy w gospodarce wydarzy się coś nowego, całego procesu decyzyjnego poprzedzonego obserwacją rzeczywistości. Jednym z przykładów jest propozycja Miltona Friedmana, aby podaż pieniądza zwiększać w stałym rocznym tempie i nie podejmować decyzji dotyczących wyboru instrumentów na podstawie okresowej oceny sytuacji.
Zestaw reguł automatycznych może utworzyć coś na kształt fiskalnej lub monetarnej konstytucji, jeżeli w ich zakres przedmiotowy wejdą podstawowe zasady dotyczące interwencji państwa w sferze fiskalnej i monetarnej. Przykładem takiej konstytucji, w tym przypadku monetarnej, jest przyjęcie określonego systemu pieniężnego.
Szczególną grupę reguł stanowią automatyczne stabilizatory gospodarki.

## Źródła
- Nicola Acocella, Zasady polityki gospodarczej, Warszawa 2002.